# Saint-Arnoult-des-Bois
 Saint-Arnoult-des-Bois  là một xã của tỉnh Eure-et-Loir, thuộc vùng Centre-Val de Loire, miền bắc nước Pháp.